# Hällö
Hällö är en ö i Geta på Åland. Hällö ligger mellan ön Isaksö i väster och Finnö på fasta Åland i öster och har bro- eller vägbankförbindelse till båda. Sedan 1982 trafikerar sommartid en cykelfärja mellan Hällö brygga och Skarpnåtö i Hammarland.